# سد لم‌تکونگ
سد لم‌تکونگ (به لاتین: Lam Takhong Dam) یک سد در تایلند است که در Khlong Phai واقع شده‌است.